# Cmentarz św. Barbary (II) we Wrocławiu
Cmentarz św. Barbary (II), niem. Friedhof zu St. Barbara lub Cholera Friedhof – dawny cmentarz protestancki, założony przed rokiem 1852 przez parafię św. Barbary we Wrocławiu. Zlokalizowany został na zachód od obecnego placu Strzegomskiego (niem. Striegauer Platz) w rozwidleniu obecnych ulic Strzegomskiej (niem. Striegauer Straße) i Legnickiej (niem. Frankfurter Straße).
Projektując nekropolię, przewidziano osobny – parterowy, podpiwniczony i przykryty dwuspadowym dachem – dom mieszkalny dla grabarza (położony w południowo-wschodniej części parceli), a także osobny budynek na planie prostokąta o rozmiarach 14×29 metrów z przeznaczeniem na kostnicę i magazyn podręczny. Położenie cmentarza, dość daleko od XIX-wiecznej zwartej zabudowy ówczesnego miasta, sprzyjało wykorzystaniu go do pochówków osób, które zmarły w 1866 roku podczas epidemii cholery. Wobec liczby ofiar, która wyniosła wówczas około 4,5 tys. osób, cmentarz ten bardzo szybko się wypełnił (stąd jego później używana nazwa Cholera Friedhof), a z obawy przed powtórnymi zakażeniami zadecydowano o jego zamknięciu w 1867 roku.
W roku 1903 zarząd miasta podjął decyzję o przeznaczeniu terenu pocmentarnego na plac zabaw, ale nie uzyskał na to zgody parafii. Po kilku latach negocjacji zgodzono się na rozwiązanie kompromisowe: parcelę podzielono, na jednej z jej części zbudowany został (w latach 1911–1913) nowy kościół pod wezwaniem św. Pawła, a pozostałą część wykupił magistrat i urządził tam zieleniec. Obecnie na terenie dawnego cmentarza znajduje się m.in. gmach Dolmedu, wybudowany w latach 70. XX wieku.
Podczas robót ziemnych, związanych z budową w 2021 roku torowiska tramwajowego w rejonie ulic Legnickiej, Strzegomskiej i Złotoryjskiej, robotnicy natknęli się na kilka trumien z ludzkimi szczątkami. Wszystko wskazuje na to, że są to pochówki na Friedhof zu St. Barbara, być może z okresu epidemii w 1866 roku.